# بيرسي فريمان
بيرسي فريمان (بالإنجليزية: Percy Freeman)‏ (4 يوليو 1945 بنوتنغهام في المملكة المتحدة - 5 يناير 2016) هو لاعب كرة قدم بريطاني في مركز الهجوم. لعب مع نادي ريدنغ.

## وصلات خارجية
- بيرسي فريمان على موقع قاعدة بيانات كرة القدم.إي يو (الإنجليزية)